# The Quarry
The Quarry je interaktivní hororová hra z roku 2022, kterou vyvinula společnost Supermassive Games a vydala společnost 2K Games. Hra funguje na podobném principu jako Until Dawn z roku 2015. Byla vydána pro platformy Windows, PlayStation 4, PlayStation 5, Xbox One a Xbox Series X/S.
Hraje se z pohledu třetí osoby a hráč přebírá kontrolu nad devíti různými teenagery, kteří musí přežít noc v Hackettově lomu. Hráč musí pravidelně činit různá rozhodnutí, která mohou změnit vývoj i vztahy postav. Všech devět hratelných postav může do konce hry zemřít několika způsoby. Ačkoli hra trvá přibližně deset hodin, brzká úmrtí některých postav ji mohou zkrátit.
Postavy dabovala řada herců a známých osobností, David Arquette, Siobhan Williams, Lin Shaye, Lance Henriksen, Grace Zabriskie, Ted Raimi, Ariel Winter, Ethan Suplee, Miles Robbins, Halston Sage, Zach Tinker, Brenda Song, Skyler Gisondo, Evan Evagora a Justice Smith.
Tvůrci se při vývoji inspirovali filmy Hory mají oči, Texaský masakr motorovou pilou nebo Vysvobození.

## Vydání a prodeje
Ve Spojeném království se stala čtvrtou nejprodávanější videohrou v prvním týdnu vydání. Největší část hráčů ji kupovalo na PlayStation 4 a PlayStation 5. Ve Spojených státech byla hra 19. nejprodávanější videohrou června 2022.

## Ocenění
| Rok  | Ocenění                       | Kategorie                                                               | Výsledek |
| ---- | ----------------------------- | ----------------------------------------------------------------------- | -------- |
| 2022 | Golden Joystick Awards        | Nejlepší výkon (Ted Raimi)                                              | Nominace |
| 2022 | The Game Awards               | Inovace v oblasti přístupnosti                                          | Nominace |
| 2023 | Visual Effects Society Awards | Vynikající vizuální efekty v projektu v reálném čase                    | Nominace |
| 2023 | New York Game Awards          | Cena Great White Way za nejlepší herecký výkon ve hře (Justice Smith)   | Nominace |
| 2023 | New York Game Awards          | Cena Great White Way za nejlepší herecký výkon ve hře (Grace Zabriskie) | Nominace |
| 2023 | GLAAD Media Awards            | Vynikající videohra                                                     | Nominace |
| 2023 | British Academy Games Awards  | Účinkující v hlavní roli (Siobhan Williams)                             | Nominace |